# 尼克柏克大道車站
尼克柏克大道車站（英語：Knickerbocker Avenue station）是紐約地鐵BMT默特爾大道線的一個地鐵站，位於布魯克林布什維克默特爾大道及尼克柏克大道交界，因默特爾高架橋重建而暫時關閉，現已重新開放。

## 車站結構
| P 月台層 | 側式月台 | 側式月台                                                               |
| P 月台層 | 西行     | ← 平日往森林小丘-71大道，週末往埃塞克斯街，深夜往默特爾大道 (中央大道) |
| P 月台層 | 中央軌道 | → 無軌道或道床                                                         |
| P 月台層 | 東行     | → 往中村-大都會大道 (默特爾-威克奧夫大道) →                            |
| P 月台層 | 側式月台 |                                                                        |
| M        | 夾層     | 閘機、車站詢問處、Metrocard自動售票機                                  |
| G        | 街道層   | 出入口                                                                 |

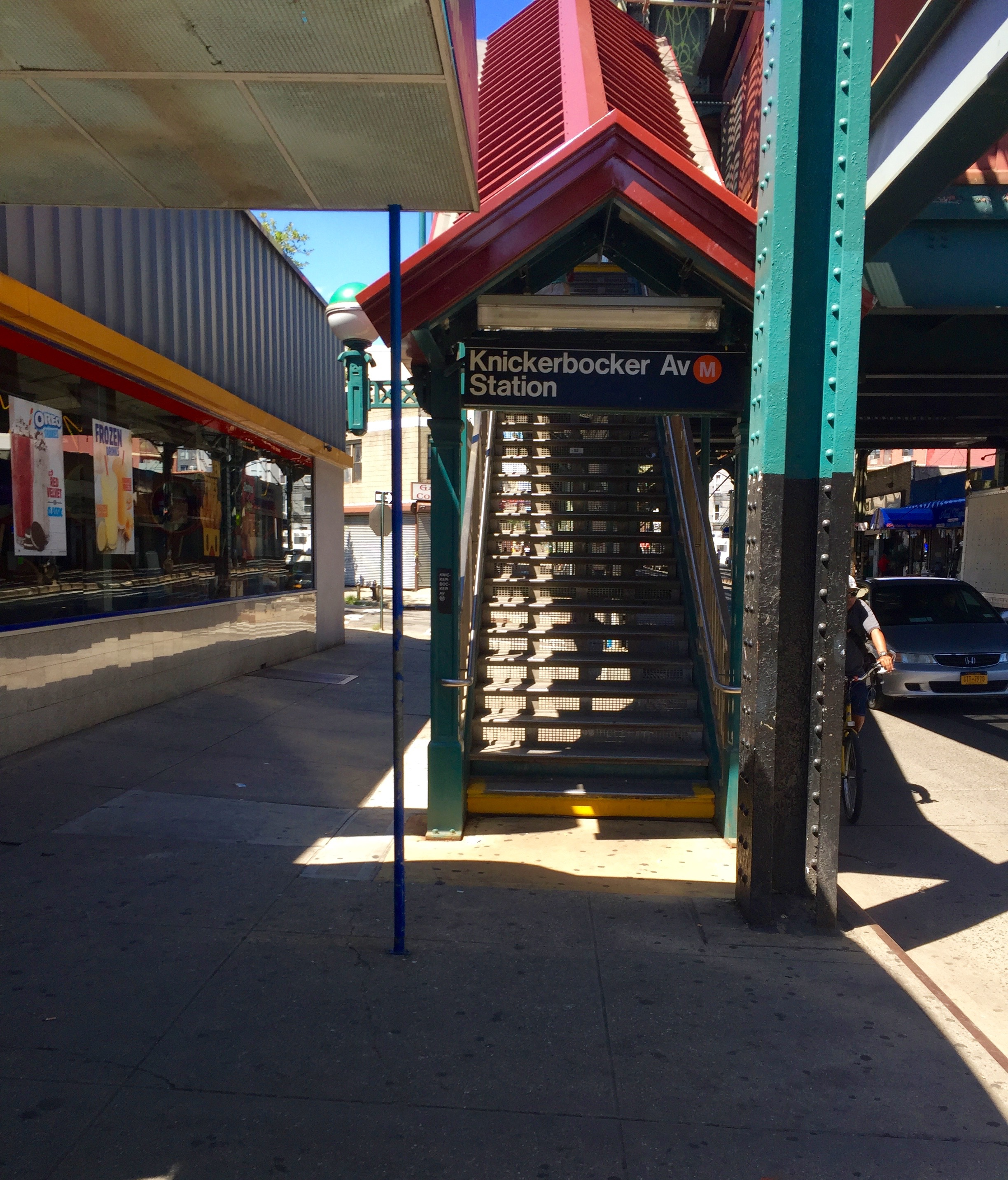
SW corner entrance

此高架車站在1889年12月19日啟用，設有兩個側式月台和兩條軌道，留有第三條軌道的空間，該軌道在1946年拆除。

## 外部連結
- nycsubway.org—BMT Myrtle Avenue Line: Knickerbocker Avenue
- Station Reporter — M Train
- The Subway Nut — Knickerbocker Avenue Pictures （页面存档备份，存于）
- Knickerbocker Avenue entrance from Google Maps Street View
- Platforms from Google Maps Street View